# Mathias Beche
Mathias Beche, né le 28 juin 1986 à Genève, est un pilote automobile suisse.

## Biographie
Après plusieurs années de karting, Mathias Beche passe à la monoplace en Asie en 2007. Vice-champion de Formule Renault Asie 2.0 l'année suivante, il passe à l'endurance en 2009 avec la Formule Le Mans où il termine troisième, avec deux victoires. En 2010, il participe à plusieurs courses de différentes championnats d'endurance, dont le Championnat d'Europe FIA GT3. Il remporte les 1 000 kilomètres de Spa 2011 dans la catégorie LMP2, ainsi que les 6 Heures d'Estoril 2011, ce qui lui permet de terminer quatrième des Le Mans Series en LMP2.
En 2012, il remporte les 6 Heures du Castellet et Petit Le Mans, et remporte donc les European Le Mans Series. La même année, Beche termine 2e de la catégorie LMP2 des 24 Heures du Mans. En 2013, engagé en European Le Mans Series avec Thiriet by TDS Racing, et en Championnat du monde d'endurance FIA avec Rebellion Racing, il remporte deux courses en ELMS et termine cinquième du championnat du monde. En 2014, en compagnie de Nicolas Prost et Nick Heidfeld, il remporte le « Trophée Pilotes Teams privés LMP1 » et termine dixième du classement général. Il remporte aussi deux victoires dans sa catégorie en Asian Le Mans Series.
En 2015, il manque les deux premières courses de la saison, tout comme Rebellion Racing, mais commence à partir des 24 Heures du Mans.

## Palmarès
- Vice-champion de Formule Renault Asie 2.0 en 2008
- Champion en European Le Mans Series en 2012
- Vainqueur du Trophée Pilotes Teams privés LMP1 en 2014

### Résultats aux 24 Heures du Mans
| Saison | Écurie                | Voiture                | Coéquipiers                                   | Classe | Tours | Pos. | Class. Pos. |
| ------ | --------------------- | ---------------------- | --------------------------------------------- | ------ | ----- | ---- | ----------- |
| 2012   | Thiriet by TDS Racing | Oreca 03-Nissan        | Pierre Thiriet Christophe Tinseau             | LMP2   | 353   | 8e   | 2e          |
| 2013   | Rebellion Racing      | Lola B12/60-Toyota     | Andrea Belicchi Cheng Cong Fu                 | LMP1   | 275   | 40e  | 8e          |
| 2014   | Rebellion Racing      | Rebellion R-One-Toyota | Nicolas Prost Nick Heidfeld                   | LMP1-L | 360   | 4e   | Vainqueur   |
| 2015   | Rebellion Racing      | Rebellion R-One-AER    | Nicolas Prost Nick Heidfeld                   | LMP1   | 330   | 23e  | 10e         |
| 2016   | Thiriet by TDS Racing | Oreca 05               | Pierre Thiriet Ryō Hirakawa                   | LMP2   | 241   | (ab) | (ab)        |
| 2017   | Valliante Rebellion   | Oreca 07-Gibson        | Nelson Angelo Piquet David Heinemeier Hansson | LMP2   | 364   | (dc) | (dc)        |
| 2018   | Rebellion Racing      | Rebellion R13-Gibson   | Thomas Laurent Gustavo Menezes                | LMP1   | 376   | 3e   | 3e          |
| 2019   | High Class Racing     | Oreca 07-Gibson        | Anders Fjordbach Dennis Andersen              | LMP2   | 356   | 16e  | 11e         |